# 栗头雀鹛
栗头雀鹛（学名：Schoeniparus castaneceps），是雀眉科乌线雀鹛属的一种，分布于不丹、孟加拉国、老挝、中国大陆、越南、印度、泰国、缅甸、马来西亚和尼泊尔。全球活动范围约为2,360,000平方千米。该物种的保护状况被评为无危。
栗头雀鹛的平均体重约为12.5克。栖息地包括亚热带或热带的湿润低地林和亚热带或热带的湿润山地林。该物种的模式产地在尼泊尔。

## 亚种
- 栗头雀鹛指名亚种（学名：Schoeniparus castaneceps castaneceps）。分布于尼泊尔、锡金、不丹、印度、缅甸、泰国以及中国大陆的西藏、云南等地。该物种的模式产地在尼泊尔。[3]
- 栗头雀鹛云南亚种（学名：Schoeniparus castaneceps exul）。分布于泰国、老挝、越南以及中国大陆的云南等地。该物种的模式产地在老挝PhuKong-Ntoul,BolovensPlateau。[4]